# サッカリバクター属
サッカリバクター属はグラム陰性の非芽胞形成偏性好気性桿菌。運動性はない。酢酸菌科に属し、基準種のサッカリバクター・フロリコラのみが知られている。名称は糖の桿菌を意味する。GC含量は52。
酢酸菌科に属するが、エタノールから酢酸を作る能力に乏しい。また、高濃度の酢酸存在下では生育することができない。一方で生育には高濃度のグルコースとグルタミン酸ソーダを要求する。基準種のサッカリバクター・フロリコラは花粉から発見された。